# Triumph Roadster
Pour les articles homonymes, voir Triumph et Roadster.
La Triumph Roadster (TR1800 et TR2000) est une voiture de sport roadster du constructeur automobile britannique Triumph, produite en 2 versions à  4 501 exemplaires de 1946 à 1949. 

## Historique
Ce modèle de coupé-anglais d'après-guerre succède aux Triumph Dolomite de 1940, en même temps que sa version berline Triumph Renown, au moment de la reprise-acquisition de Triumph, en 1945, par la Standard Motor Company. 

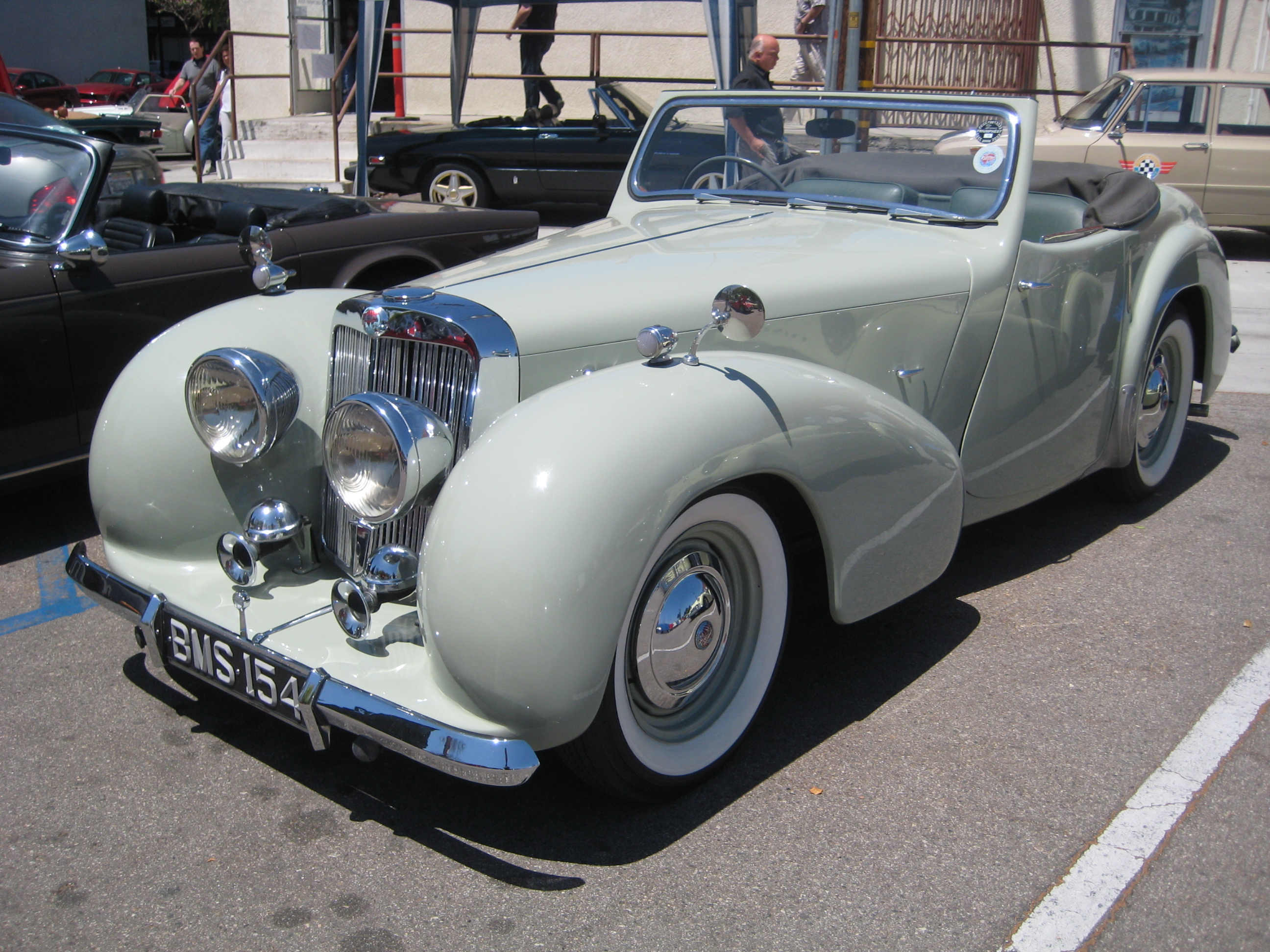
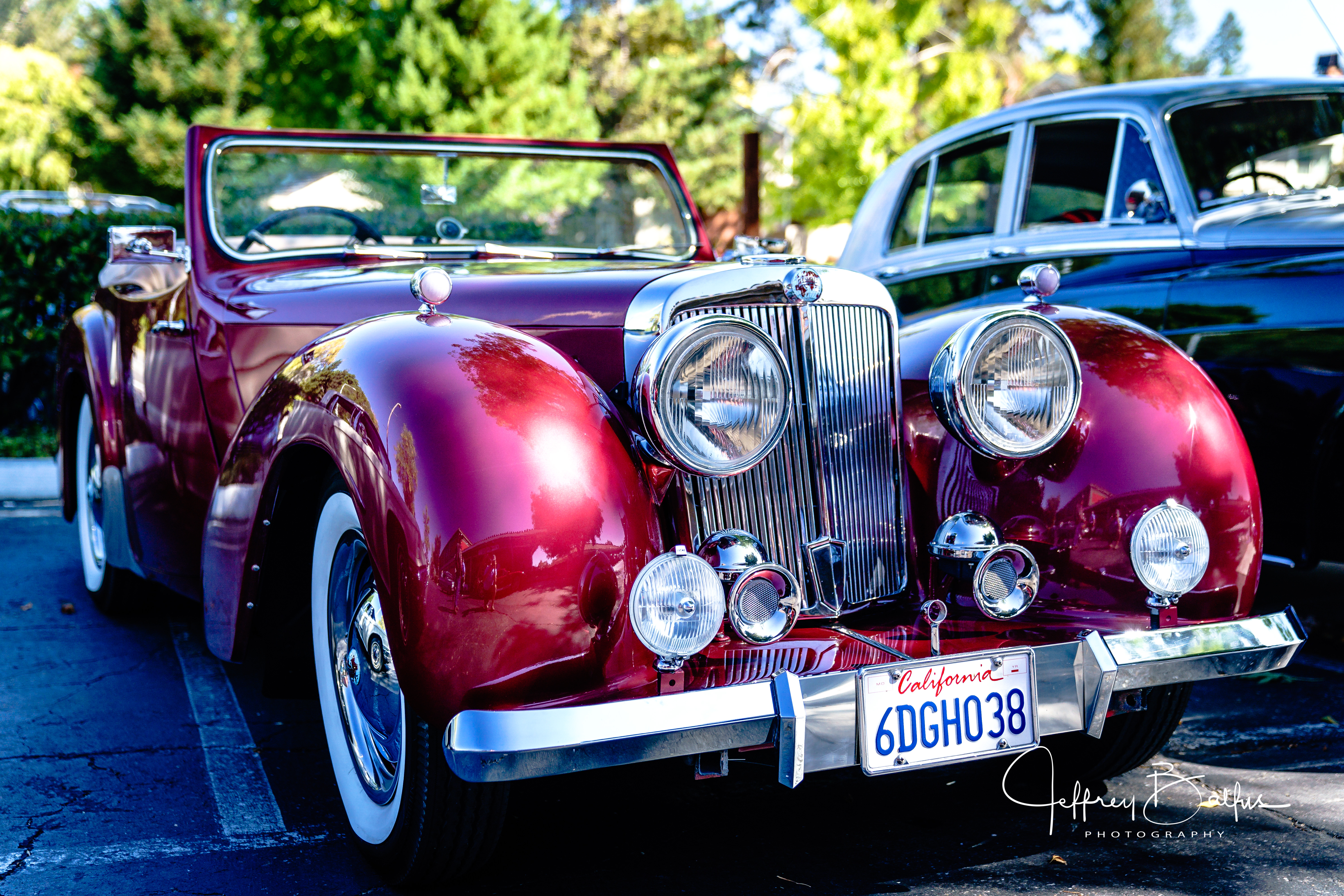
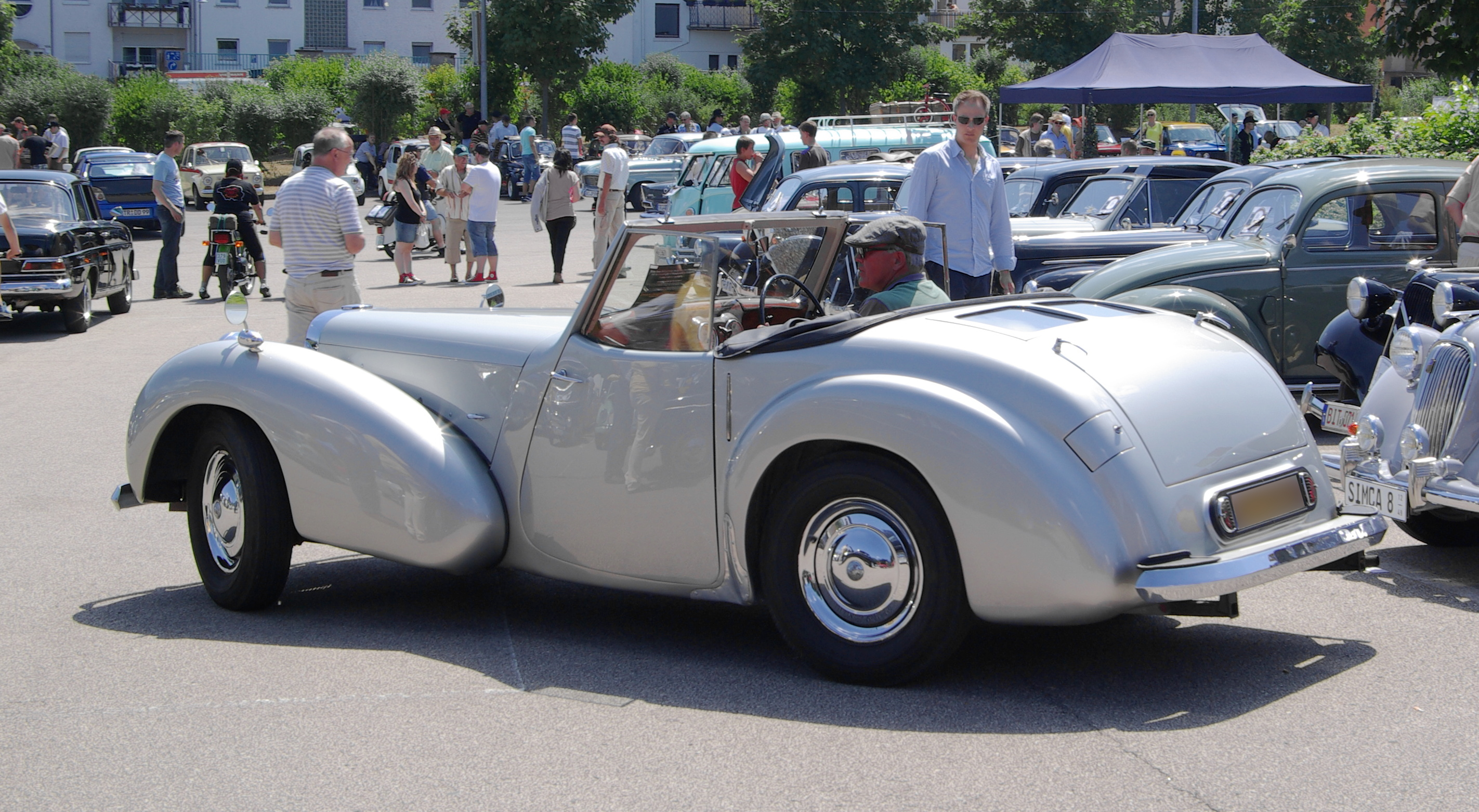

La carrosserie est une évolution des Triumph Dolomite précédentes, avec un style retro d'entre-deux-guerres inspiré en particulier des Jaguar SS100 rivales des années 1930, avec calandre en chrome, intérieur cuir, tableau de bord en bois massif, portières antagonistes, et banquette avant 3 places + siège de coffre.

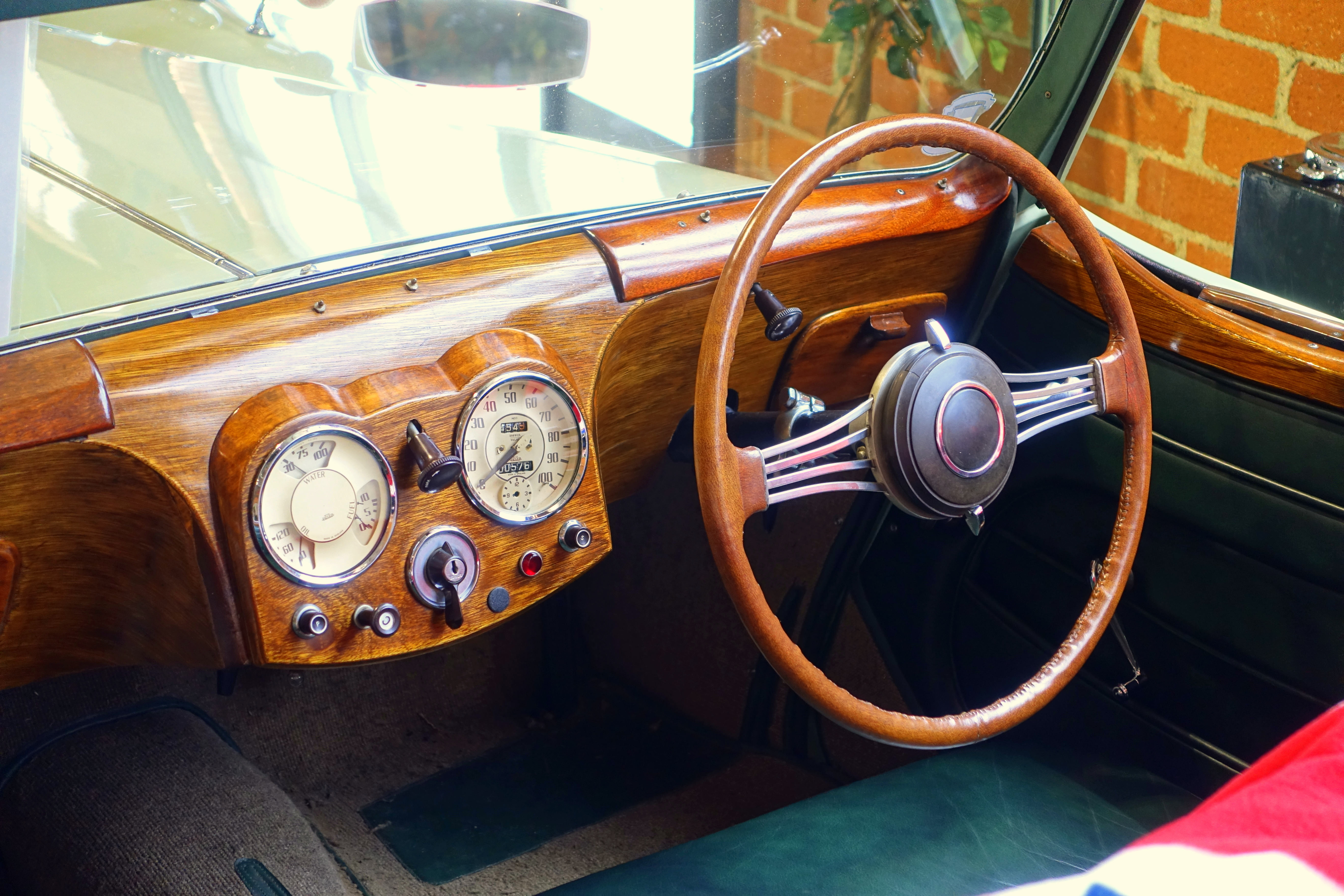
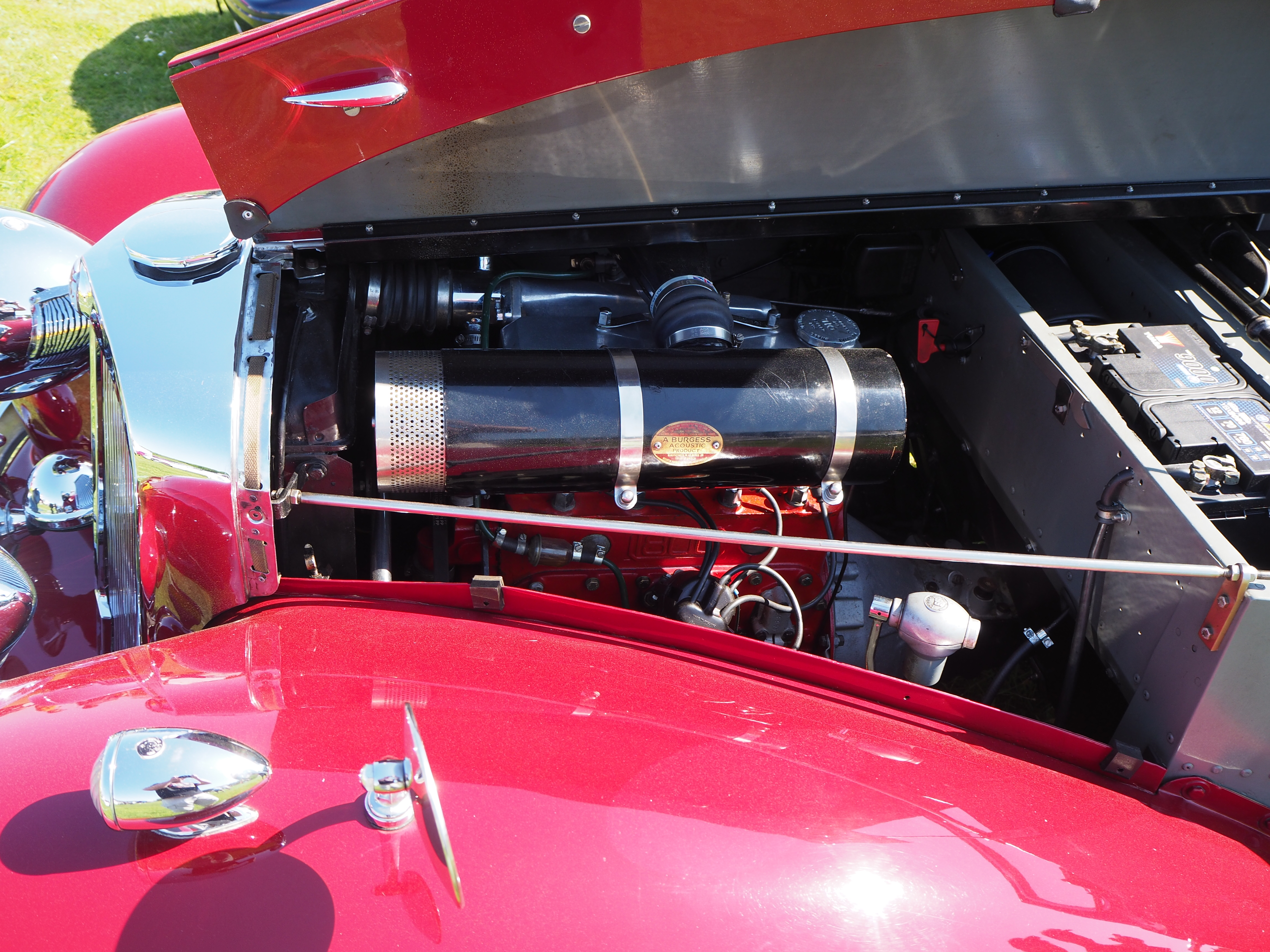
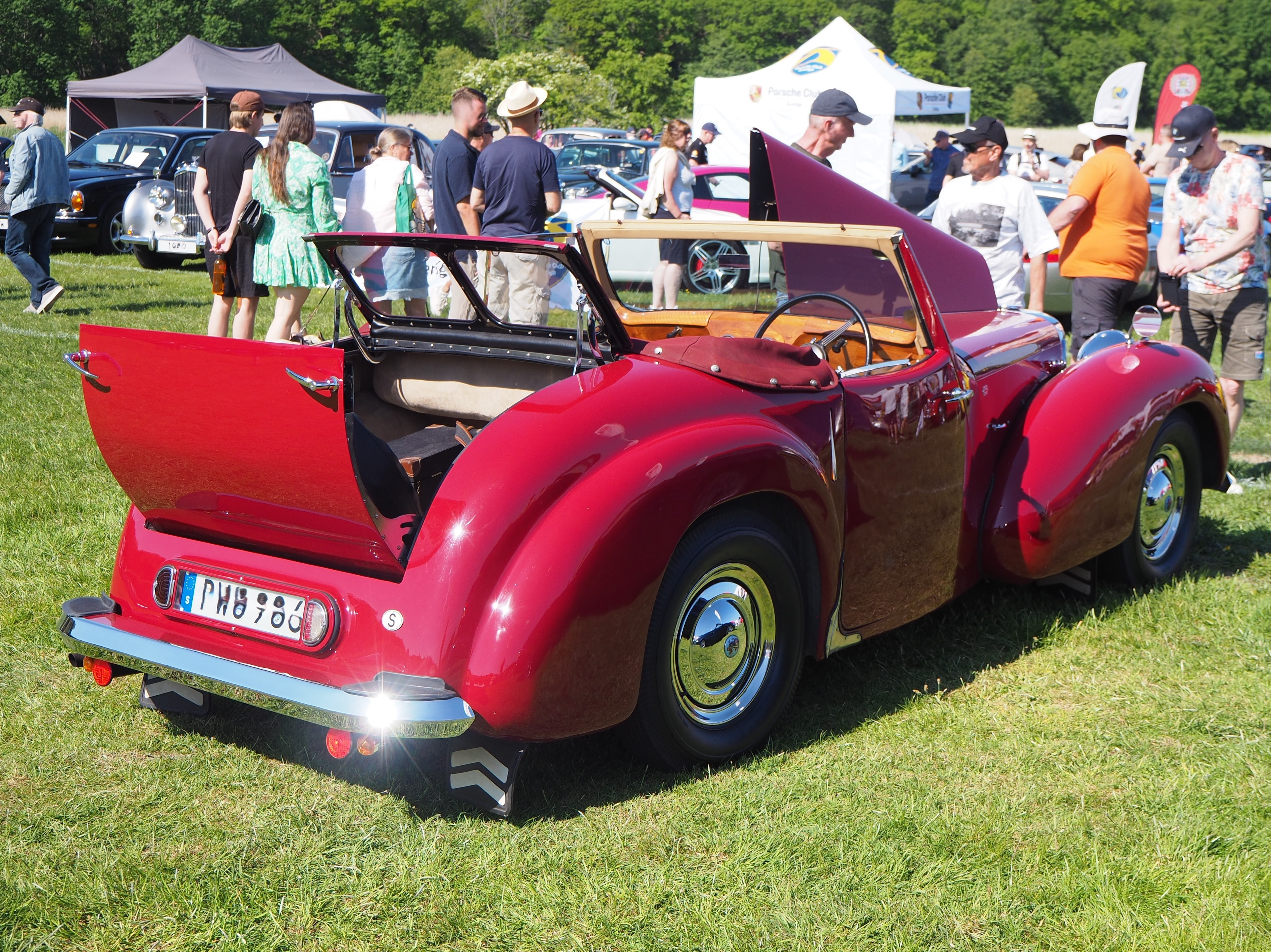

Le moteur est dérivé du moteur 4 cylindres en ligne 1,5 L de Standard Motor Company, avec une cylindrée initiale de 1 776 cm³, puis de 2 088 cm³ de Standard Vanguard I à partir de 1948.
La Triumph TR2 lui succède en 1953. 

## Versions
- 1946 : Triumph TR1800 (18TR) avec un moteur de 1776 cm³, produite à 2 501 exemplaires[2].
- 1948 : Triumph TR2000 (TRA) avec un moteur de 2088 cm³, produite à 2 000 exemplaires[3].